# Винахід Мореля
«Винахід Мореля» (ісп. La invención de Morel) - науково-фантастична робінзонада Адольфо Біой Касареса, що була опублікована в 1940 р. під обкладинкою Нори Борхес і з присвяченням її братові Хорхе Луїсу Борхесу.
Повість двічі екранізувалася - в 1967 році французами і в 1974 році італійцями (головну роль виконала Анна Каріна).

## Сюжет

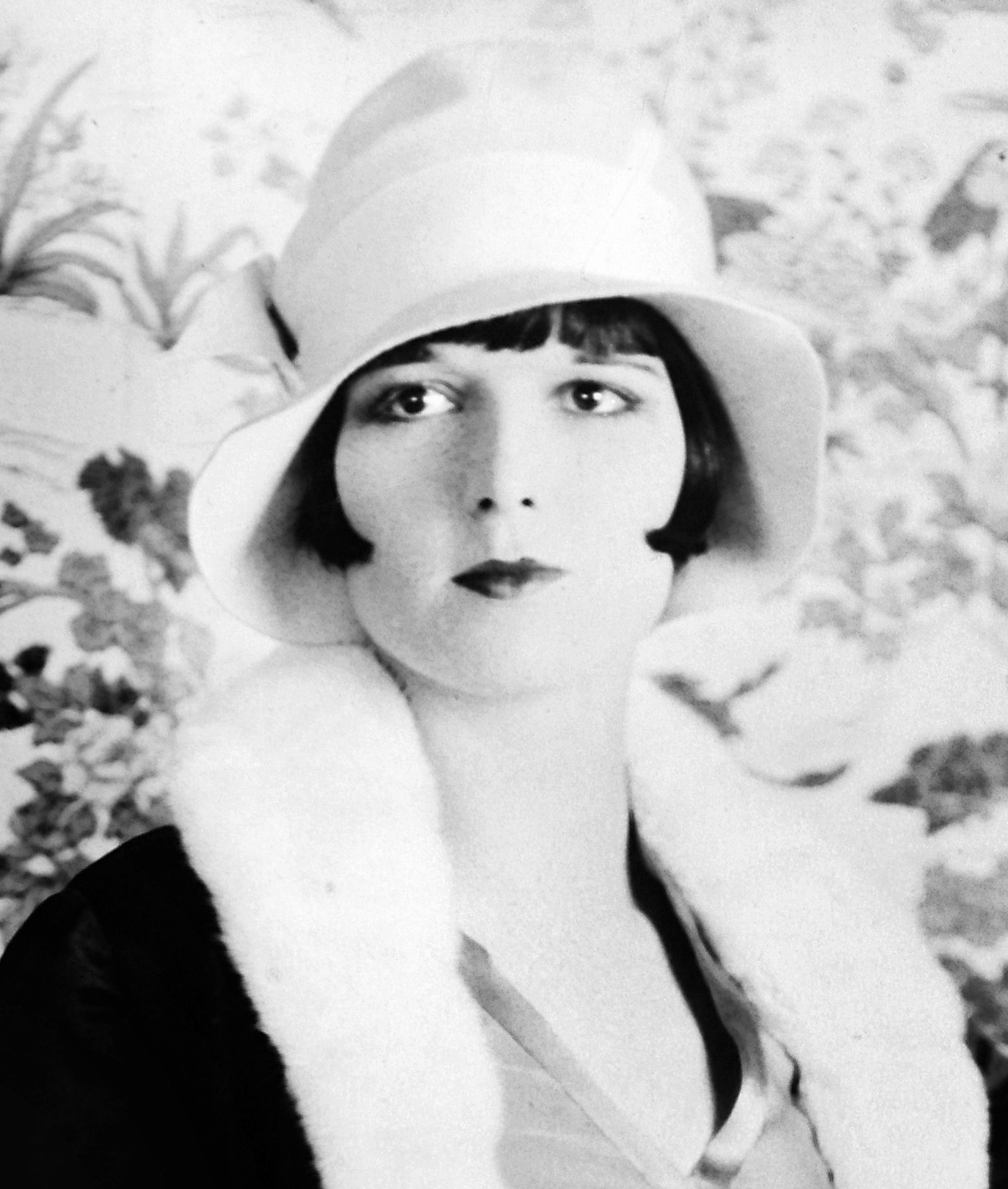
Біой Касарес признавався, що образ Фаустини був натхненний кумиром його отроцтва - кіноактрисою Луїзою Брукс

Якийсь венесуельський письменник у себе на батьківщині засуджений до пожиттєвого ув'язнення за політичними мотивами. Він знаходить притулок на незаселеному острові в Океанії, де колишні відвідувачі залишили після себе басейн, музей і каплицю. З чуток, хто б не потрапляв на цей острів - підхоплював дивну, невиліковну недугу. Письменник веде щоденник, де записує щоденні події, включаючи прибуття на острів групи туристів.
Спочатку стривожений прибуттям незнайомців, оповідач поступово розуміє, що вони не несуть йому ніякої небезпеки. Він закохується в дівчину на ім'я Фаустина, за якою, здається, упадає один із супутників - такий собі Морель. Навіть коли оповідач наважується наблизитися до об'єкту своїх бажань, Фаустина не звертає на нього жодної уваги.
Сонце і місяць на таємничому острові починають двоїтися, примушуючи героя сушити голову над тим, що ж таке відбувається навколо нього. Розгадка в наступному: його видіння породжені винаходом Мореля, хитромудрою машиною - це свого роду голографічне кіно, віртуальна реальність, вибратися з якої не простіше, ніж з тюремної камери, де повинен перебувати оповідач за задумом його ворогів.

## Значення
"Винахід Мореля" - роман Адольфо Біой Касареса, перекладений на значну кількість мов. Досконалість побудови цієї книги відмічали, серед інших, Хорхе Луїс Борхес і Октавіо Пас. За межами Латинської Америки книгу уславив фільм "Минулого літа в Марієнбаді"(1961), сценарій якого Ален Роб-Гріє писав під враженням від читання Біой Касареса. Окремі мотиви повісті фігурують у " Солярисі" Станіслава Лема, "Селін і Жюлі" Жака Ріветта і в телесеріалі "Загублені"  (повість прямо згадана в епізоді "Яєчне місто"). 